# Varmijsko-mazurské vojvodství
Varmijsko-mazurské vojvodství (polsky Województwo warmińsko-mazurskie) je vyšší územně samosprávný celek Polska, je jedním z 16 vojvodství. Vzniklo v roce 1999 na území dřívějších vojvodství: elblonského, olštýnského a části suvalského. Vojvodství leží na severovýchodě Polska, a především jeho jižní a východní hranice téměř přesně kopíruje východní a jižní hranici polské části bývalého Východního Pruska, s níž je území vojvodství do značné míry totožné. V rámci Polska sousedí s Podleským, Mazovským, Kujavsko-pomořským a Pomořským vojvodstvím; dále pak s Kaliningradskou oblastí Ruska.

## Významná města
| Pořadí | Město            | Znak | Obyvatelé | Původně německy |
| ------ | ---------------- | ---- | --------- | --------------- |
| 1.     | Olštýn (Olsztyn) |      | 173 125   | Allenstein      |
| 2.     | Elbląg           |      | 120 895   | Elbing          |
| 3.     | Ełk              |      | 61 928    | Lyck            |
| 4.     | Ostróda          |      | 33 216    | Osterode        |
| 5.     | Iława            |      | 33 128    | Deutsch Eylau   |
| 6.     | Giżycko          |      | 29 642    | Lötzen          |
| 7.     | Kętrzyn          |      | 27 629    | Rastenburg      |
| 8.     | Bartoszyce       |      | 23 810    | Bartenstein     |
| 9.     | Szczytno         |      | 23 166    | Ortelsburg      |
| 10     | Mrągowo          |      | 21 952    | Sensburg        |

Dalšími sídly nad 15 tisíc obyvatel jsou Działdowo, Pisz, Braniewo, Olecko a Lidzbark Warmiński.

## Okresy

### Zemské okresy
- Okres Bartoszyce
- Okres Braniewo
- Okres Działdowo
- Okres Elbląg
- Okres Ełk
- Okres Giżycko
- Okres Gołdap
- Okres Iława
- Okres Kętrzyn
- Okres Lidzbark
- Okres Mrągowo
- Okres Nidzica
- Okres Nowe Miasto
- Okres Olecko
- Okres Olsztyn
- Okres Ostróda
- Okres Pisz
- Okres Szczytno
- Okres Węgorzewo

### Městské okresy
- Olštýn
- Elbląg

## Vodstvo
- řeka – Łyna, Pasłęka, Drwęca
- jezera – Jeziorak, Mamry, Nidzské jezero, Niegocin, Roś, Śniardwy ,
- záliv – Vislanský záliv